# Holingol
Holingol är en stad på häradsnivå  som lyder under Tongliaos stad på prefekturnivå i Inre Mongoliet i Kina. Den ligger omkring 830 kilometer nordost om regionhuvudstaden Hohhot. 